# Irene Rosenberg
Irene Rosenberg (* 2. Dezember 1890; † 30. September 1986 in Hollywood, Florida) war eine deutsche Chemikerin.

## Werdegang
Irene Rosenberg bestand ihr Abitur 1909 an der damaligen Lessingschule, dem Karlsruher Mädchengymnasium. Anschließend studierte sie Chemie an der Technischen Hochschule Karlsruhe und der Universität Breslau. Ihr Diplom erhielt sie im März 1913 in Breslau. Am 27. November 1915 wurde sie mit der Dissertation Über einige Bestandteile der Edelkastanienblätter als erste Studentin der Karlsruher Hochschule im Fach Chemie bei Carl Engler und Georg Bredig zur Dr.-Ing. promoviert. Rosenberg ist damit nach Nora Kräutle die zweite promovierte Chemikerin Deutschlands.
Rosenberg war aktiv in der Karlsruher Ortsgruppe des Deutschen Akademikerinnenbundes. Diesen musste sie aufgrund ihrer jüdischen Herkunft nach der Machtergreifung der Nationalsozialisten verlassen.
Zwischen 1918 und 1921 heiratete Rosenberg den Arzt Eric David Adler. Das Paar bekam zwischen 1921 und 1927 zwei Töchter und einen Sohn. Irene Adler wurde später medizinisch-technische Assistentin, vermutlich aufgrund der Arbeit ihres Mannes. 1921 wird ihre Mitarbeit in einem seiner Aufsätze erwähnt.
1938 gelang ihr mit ihrem Mann und der jüngsten Tochter Elsbeth die Flucht in die USA. Da alle Kinder in Karlsruhe geboren wurden, hat die Familie vermutlich auch bis zur Flucht dort gelebt. Der Sohn und die älteste Tochter sind 1939 zunächst über Großbritannien ebenfalls in die USA geflohen.
Die letzten Jahre ihres Lebens verbrachte Irene Adler in Florida.

## Ehrungen
- 1994: Benennung der Irene-Rosenberg-Straße in der Karlsruher Innenstadt auf dem Campus des Karlsruher Instituts für Technologie.[1]
- Seit 2002 wird in Baden-Württemberg unregelmäßig das Irene-Rosenberg-Programm zur Förderung von Promotionen von Frauen in den Ingenieurwissenschaften ausgeschrieben,[9] zudem wurde der Irene-Rosenberg-Preis für die beste Maschinenbau-Absolventin der Universität Karlsruhe nach ihr benannt.[7]

## Schriften
- F. W. Semmler, Irene Rosenberg: Zur Kenntnis der Bestandteile ätherischer Öle. (Mitteilungen über das hochsiedende Campheröl.). In: Berichte der deutschen chemischen Gesellschaft. Band 46, Nr. 1, 1913, S. 768–774.
- Irene Rosenberg: Über einige Bestandteile der Edelkastanienblätter. Karlsruhe 1915.
- Hartwig Franzen, Irene Rosenberg: Über Umsetzungsbeeinflussungen durch Substituenten. 5. Mitteilung: Über den Einfluß von Chlor und Brom auf die Umsetzungsgeschwindigkeit des Benzylchlorids mit Natriumäthylat. In: Journal für Praktische Chemie. Band 101, Nr. 1–3, 1920, S. 333–340.